# Travagliata
La Travagliata è una roggia della Bassa Bresciana occidentale, derivante dalla roggia Trenzana-Travagliata in località Bargnana. Il suo corso spaglia in comune di Torbole Casaglia.

## Storia
La roggia fu costruita secondo gli accordi di Palazzolo sull'Oglio fra i rappresentanti dei comuni di Maclodio, Berlingo, Torbole, Casaglia, Trenzano e Travagliato si accordarono di costruire un ramo della roggia Trenzana che dalla Bargnana irrigasse le terre di Travagliato, al costo di 1700 lire venete. La nuova roggia fu chiamata Travagliata e il percorso antecedente il partitore della Bargnana fu identificato come Trenzana-Travagliata.
Il comune di Travagliato si impegnò a mantenere tutto l'invaso e a garantirne il funzionamento.

## Percorso
La seriola origina dal partitore della Bargnana e si dirige verso est a fianco della strada provinciale 18 Urago-Travagliato in direzione del comune di Travagliato.
In prossimità del paese, inizia lo spaglio in diversi canali, mentre quello principale entra nel centro abitato. La maggior parte dei canali irriga le campagne a sud di Travagliato e quelle comprese fra questo comune e Torbole Casaglia. I due canali più a nord dello spaglio gettando le loro acque nel vaso Gandovere nel centro abitato di Torbole.